# Specialidrottsförbund
Med specialidrottsförbund avses ett idrottsförbund som är speciellt inriktat på en viss sport.
Specialidrottsförbund i Sverige samlas i Riksidrottsförbundet. Specialidrottsförbund i Finland samlas i Finlands Svenska Idrott resp. Valo, Finlands Idrott.